# 초종 (의식)
초종(初終)은 조선왕조실록 세종실록 부록 오례의 하나인 흉례의식 중 하나로 궁궐 내에서 임금이나 종친, 내명부의 비가 병이 깊어 죽어갈 때 와 죽었을 때의 예를 정리 한 것이다. 궁궐 내에서 임금, 종친이나 내명부 소속의 비 들이 죽어 갈 때 환자의 몸을 부축하여 동쪽을 향하게 하고 주위를 안정시키며 햇솜을 코 위에 얹어두어 숨 지기를 기다린다고 하였다. 숨이 지고 나면 안과 밖에서 곡을 한다. 내명부 소속의 비는 내시들이 이 일을 안하고 궁녀(여관:女官)들이 했다고 한다.

## 같이 보기
- 오례
- 흉례의식